# A Temperamental Husband
A Temperamental Husband è un cortometraggio muto del 1912 diretto da Mack Sennett con Henry Lehrman e Mabel Normand. .

## Produzione
Il film fu prodotto dalla Keystone di Mack Sennett.

## Distribuzione
Distribuito dalla Mutual Film, uscì nelle sale l'11 novembre 1912 programmato insieme a un altro cortometraggio, con il sistema split-reel.

### Date di uscita
IMDb
- USA	11 novembre 1912

Alias
- The Lost Child 	USA (titolo di lavorazione)